# Ledovec Trift
Ledovec Trift (německy Triftgletscher) je 3,7 km dlouhý ledovec (2014) v Urnských Alpách poblíž obce Innertkirchen, na úplném východě kantonu Bern ve Švýcarsku.

## Morfologie
V roce 1973 byl ledovec dlouhý 5,75 km, nahoře široký 3 km a na něm se nacházel asi 500 m široký jazyk. Celkově pokrýval plochu 16,55 km² včetně boků ledovce.
Od konce malé doby ledové ledovec ustupuje. Údolí, ve kterém je dnes jezero Triftsee, bylo do 20. století naplněno velkou masou ledu. V 90. letech 20. století se na ledovcovém jazyku začaly tvořit malé kaluže vody a postupně se zvětšovaly. V horkém létě roku 2003 se jezero rychle rozrostlo a jazyk ledovce se ponořil do vody a rozpustil se v ní, což vedlo ke smrštění ledovce o více než 136 m během jednoho roku. Od roku 1861 se ledovec zmenšil celkem o 2770 metrů.

## Turistické atrakce
V nadmořské výšce 2520 m se nachází Trifthutte, horská chata Švýcarského alpského klubu (SAC), která byla dříve přístupná pouze přes ledovcový jazyk. Kvůli odtátí ledovce bylo nutné v roce 2004 postavit most Triftbrücke, aby byl zajištěn přístup k chatě.

## Galérie

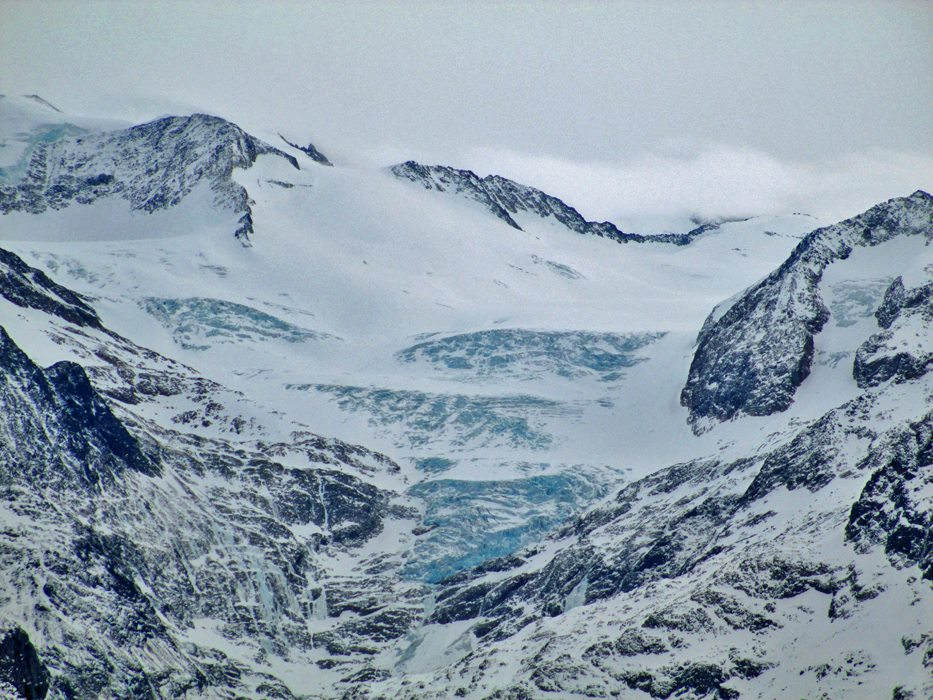
Pohled na ledovec Trift v zimě roku 2014.